# Municipio de Savannah (Minnesota)
El municipio de Savannah (en inglés: Savannah Township) es un municipio ubicado en el condado de Becker en el estado estadounidense de Minnesota. En el año 2010 tenía una población de 163 habitantes y una densidad poblacional de 1,72 personas por km².

## Geografía
El municipio de Savannah se encuentra ubicado en las coordenadas 47°6′57″N 95°15′52″O / 47.11583, -95.26444. Según la Oficina del Censo de los Estados Unidos, el municipio tiene una superficie total de 94.59 km², de la cual 88,99 km² corresponden a tierra firme y (5,92 %) 5,6 km² es agua.

## Demografía
Según el censo de 2010, había 163 personas residiendo en el municipio de Savannah. La densidad de población era de 1,72 hab./km². De los 163 habitantes, el municipio de Savannah estaba compuesto por el 98,77 % blancos y el 1,23 % eran de una mezcla de razas. Del total de la población el 1,23 % eran hispanos o latinos de cualquier raza.